# 恩夫韦地
恩夫韦地（INN：Enfuvirtide），商品名福艾（Fuzeon），是一种融合抑制剂类抗艾滋病靶向药物，由美国的Trimeris公司与瑞士的羅氏公司合作开发。恩夫韦地于2003年得到美国食品药品监督管理局（FDA）批准上市，是第一种获FDA批准的融合抑制剂类抗艾滋病药物。恩夫韦地属于人工合成的多肽类药物，由36个氨基酸残基组成。该药物的作用机制是阻止HIV-1病毒包膜与CD4+ T细胞的质膜融合。临床上，恩夫韦地需经皮下注射给药，一般会与其他抗艾滋病药物联用，达到控制艾滋病患者病情进展的目的。

## 特性

### 作用机制
恩夫韦地属于融合抑制剂类抗艾滋病药物，通过阻止HIV-1病毒侵入CD4+ T细胞这一过程发挥药效。恩夫韦地与HIV-1病毒包膜上的gp41糖蛋白七肽重复区2（HR2）结构相似，因此能干扰gp41的HR1区域和HR2区域结合，达到阻止HIV-1病毒包膜与CD4+ T细胞质膜融合的目的。HIV病毒gp41糖蛋白HR1区域内36、38、40，以及43位氨基酸的突变能导致抗药性的发生。

### 药代动力学
恩夫韦地经皮下注射给药，绝对生物利用度为84.3%。以单次90毫克皮下注射为测试条件，半衰期约为3.8±0.6小时，最大血药浓度为4.59±1.5微克/毫升，需3-12小时（中位数为8小时）达到血药浓度峰值，拟似分布体积为5.5±1.1升，药物消除率为24.8±4.1毫克每小时/千克。恩夫韦地主要经肝代谢，不需要针对肝肾功能障碍的病人调整用药剂量。

## 临床医学
临床上，恩夫韦地一般与其他抗艾滋病药物联用，用于控制艾滋病患者的病情进展。恩夫韦地一般是对已接受过抗逆转录病毒治疗的患者使用，不推荐给未接受过类似治疗的患者使用恩夫韦地。
因恩夫韦地需要一天两次经皮下注射给药，恩夫韦地并不是一种常用的药物。恩夫韦地最常见的药物不良反应是注射部位疼痛，发生率超过90%，接近100%。除此之外，使用恩夫韦地后，罹患细菌性肺炎的风险也会升高。恩夫韦地也可能导致嗜酸性粒细胞介导的过敏反应（发生概率大约是1%）。也有使用恩夫韦地后发生恶心、腹泻、疲劳和失眠等药物不良反应的报导。
2015年的文献表明，尚无恩夫韦地与其他药物发生的相互作用具临床意义。截至当年，亦未曾有恩夫韦地对孕妇和胎儿影响的正式研究。

## 历史
恩夫韦地这一药物的研发基于在杜克大学供职的达尼·博洛涅西（Dani Bolognesi）与他同事的研究。1993年，博洛涅西与几名同事成立了Trimeris公司。恩夫韦地最初的临时名称是“T-20”。1996年，恩夫韦地完成临床前实验，进行人体临床实验的条件已成熟。1999年，Trimeris公司决定与瑞士的羅氏公司合作开发恩夫韦地。2003年3月13日，经过FDA六个月的加速审批，恩夫韦地成功获批上市，成为第一个获FDA批准的融合抑制剂类抗艾滋病药物。

## 商业市场
恩夫韦地由Trimeris公司与瑞士的羅氏公司合作开发。根据两家公司在1999年达成的协议，恩夫韦地在美国和加拿大的利润由两家公司平分。罗氏在其他国家销售恩夫韦地的市场费用由该公司自行承担，并向Trimeris公司支付特许权使用费。调查表明，2006年第三季度，恩夫韦地的销售额达到6300万美元。
恩夫韦地曾因不菲的治疗费用而引发争议。根据2003年的估计，在美国洲接受一年恩夫韦地的治疗要花费20,000美元到27,000美元，在欧洲接受一年恩夫韦地的治疗要花费超过20,000美元，是当时绝大部分抗艾滋病药物治疗费用的3倍，对大部分人来说，这样的价格都是无法负担的。